# Palácio do Conde de Azarujinha
O Palácio do Conde de Azarujinha é um palácio alentejano situado na localida de Azaruja, na freguesia de São Bento do Mato, no município de Évora, em Portugal.

## Descrição
Trata-se dum edifício simples, com um único andar sobre o piso térreo, em estilo neoclássico construido no decorrer do século XIX. Era frente a este palácio que se realizavam as feiras francas. Separada por uma pequena rua, fica a igreja palaciana, edifício que completa o conjunto.

## História

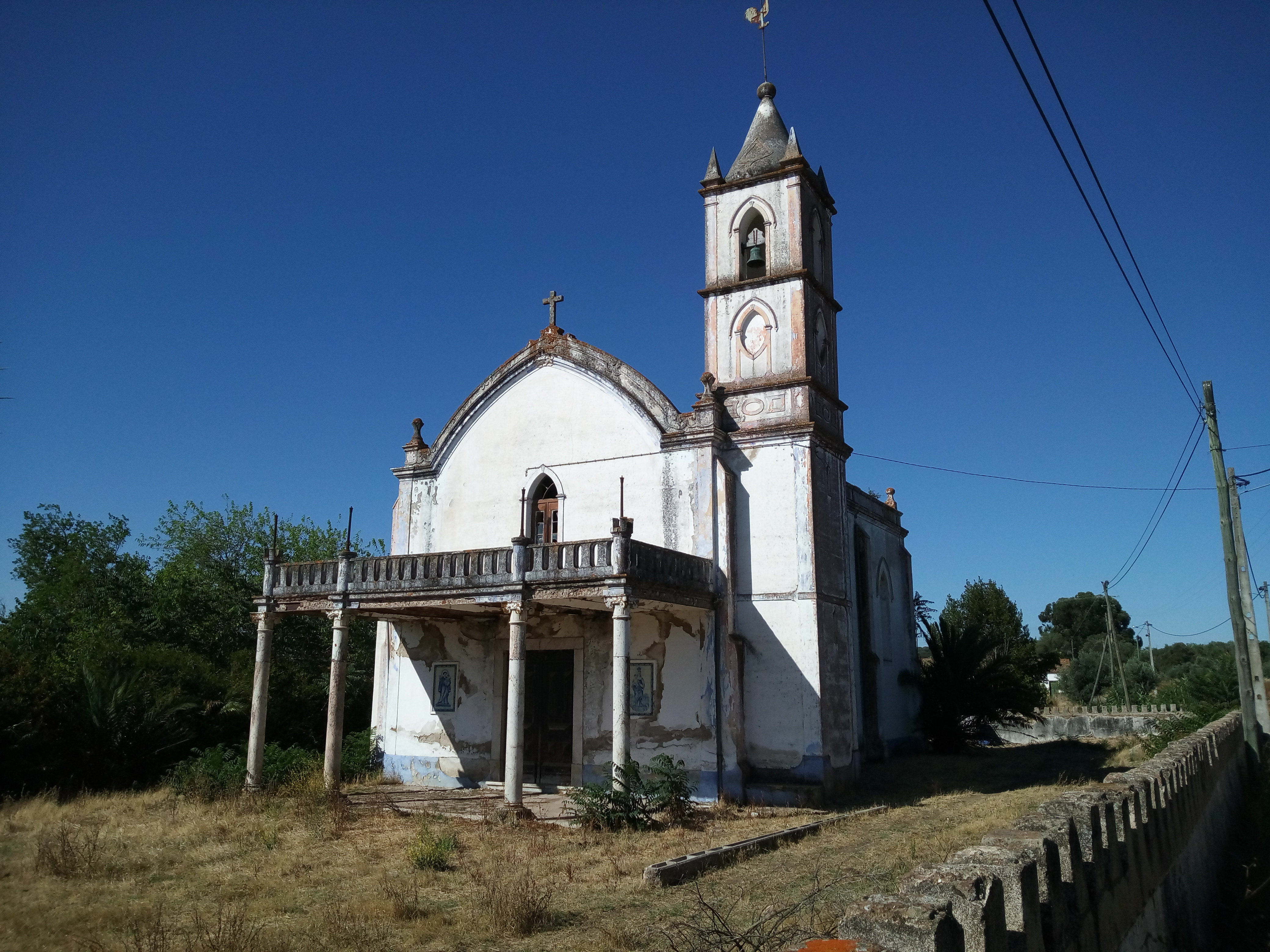
Igreja do Palácio do Conde de Azarujinha.

Este palácio encontra-se, de alguma forma, ligado às lutas liberais. Acredita-se, tradicionalmente, que numa das salas ocupada pelo Quartel General do Exército de D. Pedro IV, foi redigido e assinado o documento de rendição imposto, em Maio de 1834, pelo Duque da Terceira e pelo Marechal Saldanha ao Rei D. Miguel, depois da tomada de Arraiolos e Vimieiro. Daqui terão partido dois cabos de guerra para o Castelo de Évoramonte, onde foi firmada a Convenção que pôs termo às lutas liberais.
O Conde de Azarujinha ficou conhecido por, em finais do século XIX, ter dividido uma das suas propriedades em 200 pequenas courelas - 90 na própria freguesia de São Bento do Mato (Courelas da Azaruja) e as restantes na vizinha freguesia de São Miguel de Machede (Courelas da Toura) - como forma de fixar população.